# Plethodon fourchensis
Plethodon fourchensis е вид земноводно от семейство Plethodontidae. Видът е световно застрашен, със статут Уязвим.

## Разпространение
Разпространен е в западен Арканзас и източна Оклахома, САЩ.